# Bourreria pulchra
Bourreria pulchra es una especie de planta medicinal perteneciente a la familia Boraginaceae. 

## Descripción
Son árboles o arbustos que alcanzan un tamaño de hasta 8(-17) m de altura; con ramitas glabras a canescentes o tomentosas. Hojas alternas o rara vez fasciculadas; láminas foliares (0.6-)1.7-13(-15) × (0.2-)1-7.4(-12) cm, ampliamente ovadas a elípticas u ovadas, el haz glabro o casi glabro, el envés esparcida a densamente tomentoso, la base redondeada a aguda, algunas veces asimétrica o escasamente decurrente, el ápice agudo a acuminado; pecíolos (2-)8-41(-76) mm, canescentes o glabros. Inflorescencias (3-)6-11(-22) cm, terminales o rara vez axilares, con 15-40(-50) flores, las ramas canescentes a puberulentas o glabras. Flores pediceladas, los pedicelos hasta 10(-18) mm; cáliz 4-7(-8) mm, campanulado, glabro pero tomentoso en los lobos por dentro, los lobos (3-)5, 0.5-3 mm, agudos a acuminados; corola 11-15(-17) mm, campanulada a infundibuliforme, el tubo (3-)4-7(-8) mm, los lobos 3-7 mm, redondeados o obtusos; estambres exertos, los filamentos (8-)10-13(-14) mm, glabros, las anteras 2-3(-4) mm; ovario cónico, glabro, el estilo (7-)8-12(-13) mm, exerto, entero o una vez bífido, los estigmas capitados. Esquizocarpos 13-16(-18) × 11-16(-18) mm, 4-angulares, piriformes o ampliamente deprimido-ovoides, pardos, los pirenos 3-6(-7) × 2-3(-5) × (1-)2-3 mm, con 4-6 lamelas conspicuas. Floración ene.-jun., sep.-oct., dic. Fructificación ene.-feb., abr.-jul., nov.

## Distribución y hábitat
Se encuentra en las selvas caducifolias, sabanas, a una altitud de 0-200 metros en México.
La especie más cercana es probablemente Bourreria andrieuxii, de la cual se diferencia por sus flores más grandes. Bourreria pulchra es la única especie esquizocárpica con filamentos glabros.

## Propiedades
En Yucatán se emplea la corteza, humedecida en aplicación tópica para las hemorragias.

## Taxonomía
Bourreria pulchra fue descrita por (Millsp.) Millsp. y publicado en Publications of the Field Museum of Natural History, Botanical Series 2(8): 338. 1912.
Etimología
Bourreria: nombre genérico que fue otorgado en honor del farmacéutico alemán; Johann Ambrosius Beurer.
pulchra: epíteto latíno que significa "preciosa".